# Шугар Хил (Џорџија)
Шугар Хил (Џорџија) (енгл. Sugar Hill) град је у америчкој савезној држави Џорџија. По попису становништва из 2010. у њему је живело 18.522 становника.

## Демографија
Према попису становништва из 2010. у граду је живело 18.522 становника, што је 7.123 (62,5%) становника више него 2000. године.
| Група             | 2000.         | 2010.          |
| Белци             | 9.496 (83,3%) | 11.630 (62,8%) |
| Афроамериканци    | 533 (4,7%)    | 1.820 (9,8%)   |
| Азијати           | 189 (1,7%)    | 1.170 (6,3%)   |
| Хиспаноамериканци | 1.039 (9,1%)  | 3.636 (19,6%)  |
| Укупно            | 11.399        | 18.522         |